# Михайловская церковь (Буянки)
Михайловская церковь — православный храм и памятник архитектуры местного значения в Буянках.

## История
Решением исполкома Черниговского областного совета народных депутатов от 26.06.1989 № 130 присвоен статус памятник архитектуры местного значения с охранным № 69-Чг под названием Михайловская церковь. 

## Описание
Михайловская церковь — пример народной деревянной монументальной архитектуры рационалистического направления периода историзма. Была построена в период 1887-1888 годы на месте старой меньших размеров. Проект церкви составлен архитектором О. Михайловым с использованием типичных проектов приходских церквей. Схожая по проекту Троицкая церковь была построена в Грабове в период 1896-1897 годы. 
Деревянная, на высоком цоколе, пятидольная (пятисрубная), крестообразная церковь, с гранёной апсидой и двумя небольшими ризницами по обе стороны от неё. Над центральным объёмом возвышается купол с фонарём на восьмигранном барабане. С запада расположена двухъярусная колокольня, увенчанная шатром и маковкой. 